# Iwan Dogiel

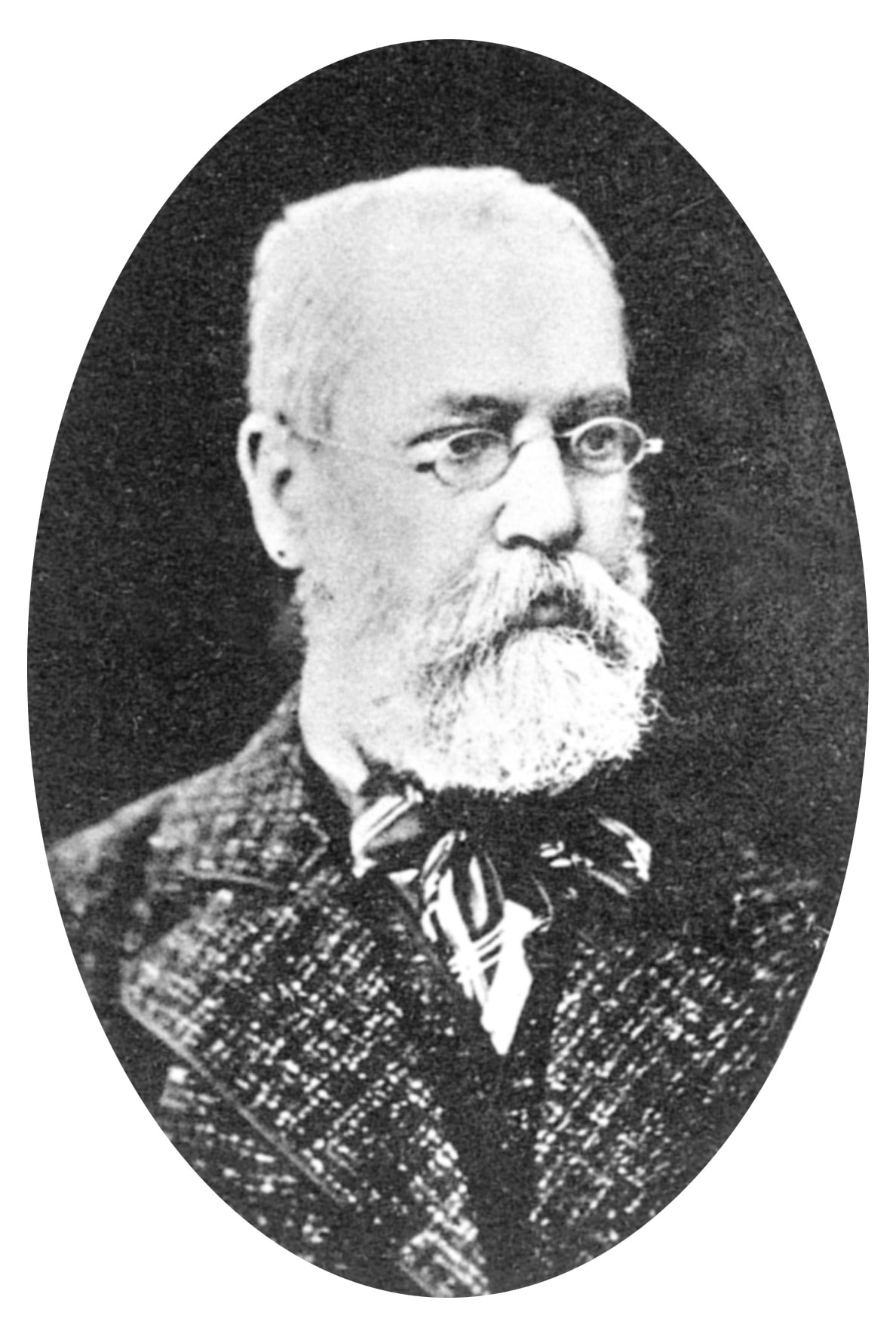
Iwan Dogiel

Iwan Michajłowicz Dogiel (ur. 7 marca?/19 marca 1830 w Zalesiu, zm. 3 sierpnia?/16 sierpnia 1916 w Kazaniu) – rosyjski farmakolog polskiego pochodzenia, profesor Uniwersytetu w Kazaniu. 
Urodził się w Zalesiu w guberni witebskiej, jako syn drobnego właściciela ziemskiego Michała Dogiela. Ukończył gimnazjum w Kownie i Akademię Medyko-Chirurgiczną w Sankt Petersburgu. W 1864 roku został doktorem medycyny. Profesorem farmakologii na Uniwersytecie w Kazaniu został w 1869 roku. Publikował w języku polskim, niemieckim i rosyjskim.
Żonaty z księżną Oboleńską. 

## Wybrane prace
- Ueber den Musculus dilatator pupillae. Arch. f. micr. Anat., 1870
- Die Ganglienzellen des Herzens. Arch. f. micr. Anat., 1877
- Die Betheiligung der Nerven an den Schwankungen in der Pupillenweite. Pflugers Arch, 1894
- Сравнительная анатомия, физиология и фармакология сердца. Казань, 1896
- Влияние музыки на человека и животных. Казань, 1897
- Сравнительная анатомия, физиология и фармакология кровеносных и лимфатических сосудов. Kazań, 1903
- Die Photographie der Retina. Pfluger's Archiv, t. 80
- Спиртные напитки, здоровье и нравственность. Казань, 1912